# Проституция в Тринидаде и Тобаго
Проституция в Тринидаде и Тобаго является законной, но связанные с ней действия, такие как содержание борделей, вымогательство и сутенёрство, незаконны.
На Тринидаде Порт-оф-Спейн является основным местом секс-работы, включая уличную проституцию на улицах Робертс и Мюррей. Новые бордели продолжают открываться по всей стране, особенно на юге, где они встроены в небольшие бары и ромовые магазины и их трудно обнаружить, а также в центре, где они работают из обычных квартир по соседству. Многие секс-работники приехали из Колумбии, Доминиканской Республики, Венесуэлы и Кубы. Некоторые регулярно курсируют между своей родной страной и Тринидадом.
Проституция менее распространена на Тобаго, некоторые проститутки из Тринидада переезжают на Тобаго на туристический сезон.
Страна является направлением секс-туризма. Тринидад и Тобаго также известен как направление женского секс-туризма.
Секс-торговля является проблемой в стране, как и детская проституция.

## Законодательство
Поскольку это бывшая британская колония, большая часть закона о проституции отражает закон Великобритании:
Закон 1921 года о суммарных преступлениях 
Раздел 46: любая женщина, слоняющаяся с прохожими и подстегивающая их с целью проституции, во второй раз может считаться бродягой и бродягой и подлежит тюремному заключению на два месяца.
Закон 1986 года о сексуальных преступлениях
Раздел 17: Любое лицо, которое сводит других к проституции; или заставляет другого стать сокамерником или часто посещать публичный дом; виновен в правонарушении и подлежит осуждению к лишению свободы на срок до пятнадцати лет
Раздел 19: Лицо, которое задерживает другого человека против его воли в любом публичном доме, виновно в совершении преступления и подлежит наказанию в виде лишения свободы сроком на десять лет.
Раздел 22: Лицо, которое содержит или управляет борделем, действует или помогает в его управлении; или будучи арендатором, арендатором, арендатором или лицом, ответственным за какое-либо помещение, сознательно разрешает использовать это помещение или любую его часть в качестве публичного дома или для целей проституции; виновен в совершении преступления и подлежит наказанию в виде лишения свободы сроком на пять лет.
Статья 23. (1) Лицо, которое -
(а) сознательно живет полностью или частично на доходы от проституции; или
(б) в любом месте ходатайствует в аморальных целях,
виновен в правонарушении и подлежит осуждению к лишению свободы сроком на пять лет
Торговля людьми регулируется Законом о торговле людьми 2011 года.

## История

### Колониальный период
В рабский период рабов иногда нанимали в качестве проституток. После отмены рабства (1838 г.) многие женщины-мулаты стали проститутками или мадам публичных домов, часто переезжая из сельской местности в такие города, как Порт-оф-Спейн.
Стремясь контролировать распространение ИППП, в 1869 г. был введен Указ о инфекционных заболеваниях. Это было основано на аналогичном британском законе 1864 года. Проститутки должны были быть зарегистрированы и проходить регулярные осмотры на ИППП. Постановление было приостановлено в 1872 году и вновь введено в действие в 1875 году. Регистр показал, что значительное количество проституток работают в Порт-оф-Спейн и Сан-Фернандо. Недобросовестные полицейские воспользовались постановлением, чтобы потребовать сексуальных услуг. В Порт-оф-Спейн сержант-холдер получил неограниченные полномочия по обеспечению выполнения постановления. Он злоупотребил своим служебным положением и после расследования, проведенного по жалобе, был уволен со службы. Постановление было отменено в 1887 году.
Спад производства сахара в 1880-х привел к тому, что в города перебралось гораздо больше женщин, которые стали заниматься проституцией, чтобы попытаться заработать на жизнь. В то время сообщалось, что в Порт-оф-Спейн было больше проституток, чем в любом другом городе Вест-Индии. Большинство таверн в городе были публичными домами, а лучшим борделем считалась «Британская кофейня», которой управляет миссис Пири. Многие проститутки были несовершеннолетними и жили на улице.

### 1930-е годы
Во время Великой депрессии 1930-х годов все больше женщин занимались проституцией. В своей книге «Калипсо и общество» Гордон Ролер отметил: «Некоторые певцы действительно представляли проституцию как единственную альтернативу домашней хозяйке и предостерегали молодых девушек от того, чтобы они покидали дома своих матерей».
В докладе Королевской комиссии Вест-Индии (отчет Мойн) (1960) делается вывод: «Коммерциализированная проституция не является распространенной профессией в Вест-Индии. Высокий процент беспорядочных половых связей в Колониях превращает проституцию в категорию роскошной профессии. профессии, как правило, по экономическим причинам и из-за того, что заработная плата, получаемая женщиной в другом ее занятии, часто слишком низка для обеспечения ее жизненных потребностей".

### Вторая мировая война
Проституция была на подъеме в 1940-х годах после того, как союзные войска, особенно американские, были размещены на островах во время Второй мировой войны, особенно вокруг Порт-оф-Спейн Арима. В дополнение к 100 тысячам солдат, строители, строившие новые американские базы в Чагуарамасе и Уоллер Филд, увеличили спрос на проституцию.
В ту эпоху распространение ИППП было проблемой. Губернатор Тринидада и Тобаго рассматривал возможность лицензирования публичных домов в стране, чтобы обеспечить надлежащее тестирование женщин, но это так и не было введено в действие. Американский подполковник Фокс вспоминал, что во время своего визита в 1941 году его заверили, что каждый таксист сможет отвезти его в дом удовольствия с женщиной любой расы, какой пожелает.

### После Второй мировой войны
После закрытия авиабазы США в Уоллер-Филд в 1949 году спрос на проституцию упал.
Социолог Ллойд Брейтуэйт отметил в своем обзоре 1953 года «Социальная стратификация в Тринидаде»: «В малообеспеченных районах города проживает много известных проституток, хотя технически у некоторых нет постоянного места жительства ... стесненные и шаткие экономические условия которые сталкиваются с девушками из рабочего класса, особенно в городах, должны постоянно создавать для них искушение проституцией».
Спрос на проституток упал еще больше, когда военно-морская база США в Чагуарамасе была сокращена в 1956 году и окончательно закрыта в 1963 году.

## Коррупция
Государственный департамент США сообщает, что проституция исторически зависела от коррупции в полиции. Существует также коррупция сотрудников иммиграционной службы и полиции в отношении торговли людьми. Полиция обеспечивает охрану публичных домов. Некоторые подрабатывают в публичных домах и дают наводки на рейды. Частью их оплаты может быть секс с проститутками.
В 2013 году ПК Валентайн Истман, проработавший 23 года в полиции, был обвинен в 13 случаях торговли людьми, в отношении 3 колумбийских женщин были проданы в публичный дом в Марабелье. Он был первым человеком в Карибском бассейне Британии, которому было предъявлено обвинение в торговле людьми. В 2016 году его отправили в Высокий суд.

## Секс-туризм
Острова все чаще становятся местом секс-туризма. Этот туризм обвиняют в росте распространения ВИЧ на острове. Министр туризма Тринидада заметил, что рост числа случаев ВИЧ / СПИДа на островах становится серьезным и выходит из-под контроля из-за секс-туризма и феномена пляжного безделья.

### Женский секс-туризм
Тобаго известен как направление женского секс-туризма. Европейские и американские женщины приезжают на остров в поисках местных мужчин. Есть организованная туристическая торговля для секс-туризма; иногда местный мужчина включен в цену.
В 2016 году Шадэ Ламар Смит снял короткометражный фильм «Курорт», основанный на секс-туризме на Тобаго. Он был показан на канале Иссы Рэй на YouTube.

## Секс-торговля
Тринидад и Тобаго является страной назначения, транзита и происхождения для взрослых и детей, ставших жертвами торговли людьми в целях сексуальной эксплуатации. Женщины и девушки из Доминиканской Республики, Гайаны, Венесуэлы и Колумбии становятся жертвами сексуальной торговли в публичных домах и клубах, часто соблазняемых предложениями законной работы, причем молодые женщины из Венесуэлы особенно уязвимы. Неправительственные организации ранее слышали сообщения о наличии жертв торговли детьми в целях сексуальной эксплуатации, рекламируемых через тематические объявления, и о том, что дети становятся жертвами торговли людьми в целях коммерческого секса со стороны жителей Тринбагонии и иностранных секс-туристов. Международные преступные организации все чаще вовлекаются в торговлю людьми. В прошлом коррупция в полиции ассоциировалась с проституцией и торговлей людьми в целях сексуальной эксплуатации.
Большинство жертв торговли людьми в целях сексуальной эксплуатации доставляются в страну на лодках и высаживаются на южном полуострове Тринидад в Икакосе, Седросе и других соседних рыбацких деревнях.
Управление Государственного департамента США по мониторингу и борьбе с торговлей людьми относит Тринидад и Тобаго к стране второго уровня.